# Peter Turnley
Peter N. Turnley (Fort Wayne, 22 giugno 1955) è un fotografo statunitense con cittadinanza francese.

## Biografia
Le fotografie di Turnley sono state utilizzate sulla copertina di Newsweek più di quaranta volte. 
Lui e il suo fratello gemello, il fotografo David C. Turnley, sono stati i soggetti di uno spezzone biografico di 60 Minutes intitolato Double Exposure, trasmesso durante la loro mostra, In Times of War and Peace presso l'International Center of Photography di New York nel 1996.

## Pubblicazioni
- Beijing Spring Stuart, Tabori & Chang, New York (1989)
- Moments of Revolution Stuart, Tabori & Chang, New York (1990)
- In Times of War and Peace Abbeville Press, New York (1996)
- Parisians Abbeville Press, New York (2000)
- McClellan Street Indiana University Press, Bloomington (2007)
- French Kiss - A Love Letter to Paris (2013)
- Cuba – A Grace of Spirit (2015)
- A New York-Paris Visual Diary: The Human Face of Covid-19 (2020)

## Riconoscimenti
- Overseas Press Club
- Prix Visa d'Or News